# Žemaitkiemis (gmina Bobty)

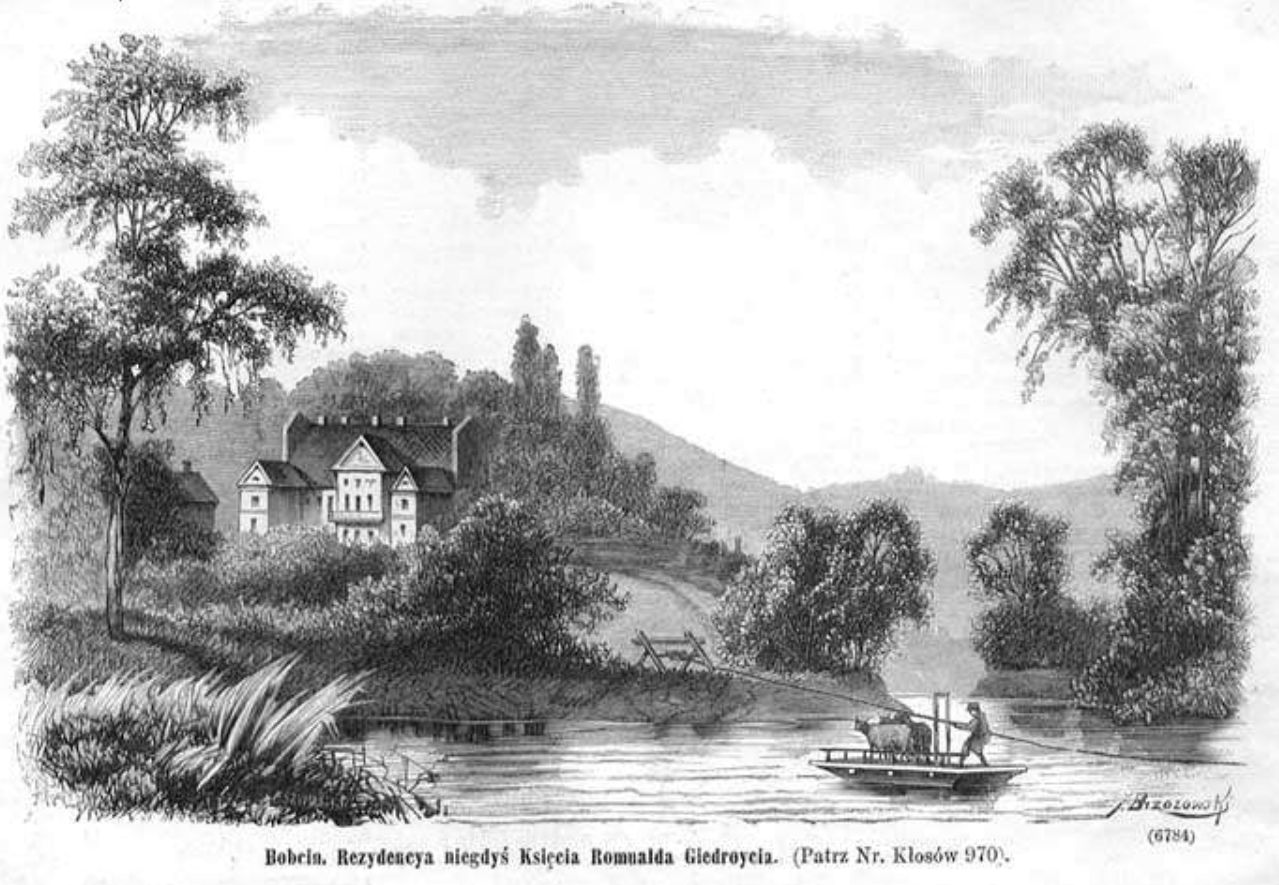
Rezydencja Giedroyciów około 1873 roku (Feliks Brzozowski, drzeworyt Franciszka Szymańskiego)

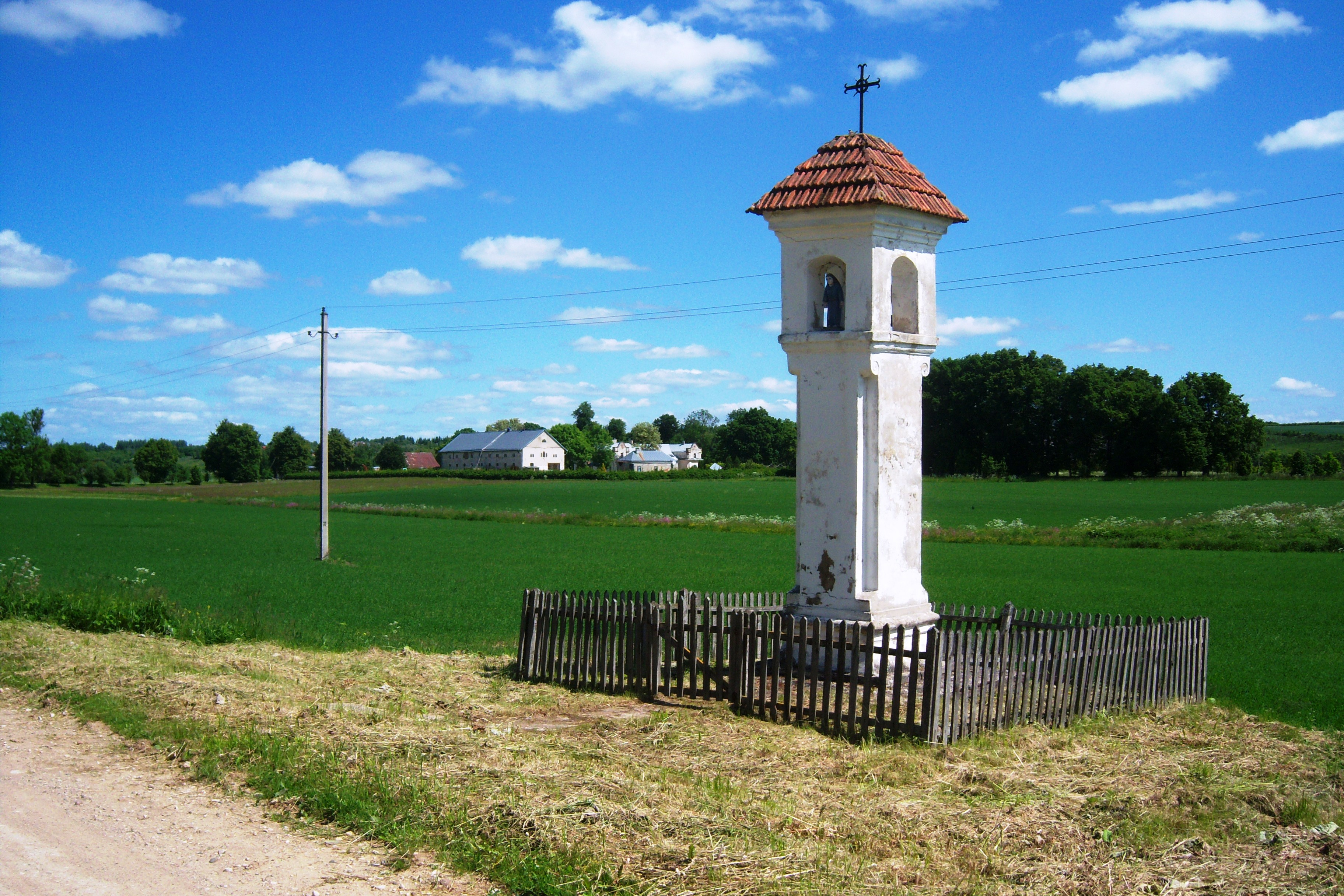
Przydrożna kapliczka stojąca naprzeciw pałacu, 2012

Žemaitkiemis (lit. Žemaitkiemis, hist. Bobcin) – wieś na Litwie, położona w rejonie kowieńskim okręgu kowieńskiego, 21 km na północ od Kowna, na lewym brzegu Niewiaży.

## Historia
W XVI wieku dobra Bobcin należały do rodziny Szuksztów herbu Pobóg. Synowie-spadkobiercy Jana Stanisława Szukszty przekazali Bobcin swej siostrze Annie Róży zamężnej za Janem Prozorem, pisarzem ziemskim kowieńskim. Właścicielami Bobcina byli później m.in. Stanisław Prozor (~1690–1756) i jego syn Józef Prozor. W XVIII wieku w wyniku eksdywizji (podziału ziem dłużnika na rzecz wierzycieli) części ziem Prozorów dobra te nabyli Giedroyciowie herbu Hippocentaurus, prawdopodobnie w osobie Józefa (~1720 – po 1774) żonatego z Rozalią (Różą) Kiełpsz. Ich syn Romuald Giedroyć sprzedał te dobra w 1830 roku Benedyktowi Emanuelowi Tyszkiewiczowi. W folwarku było wtedy 16 domów. W rękach jego wnuka, Benedykta Henryka Tyszkiewicza Bobcin znajdował się do I wojny światowej.
W 1920 roku, gdy ziemie te weszły w skład Litwy, majątek ten podzielono, a część centralną wraz z 20 hektarami ziemi otrzymał Vladas Nagevičius (1880–1954), litewski lekarz, archeolog i działacz społeczny, dyrektor Kowieńskiego Muzeum Wojskowego. Zmieniono wtedy nazwę wsi na obecną (choć już w 1875 roku Benedykt Henryk Tyszkiewicz, właściciel m.in. Bobcina, nazwał swój wielki jacht „Żemajtej”). W majątku założono modelową farmę, znaną z hodowli koni.
Po III rozbiorze Polski w 1795 roku Bobcin, wcześniej wchodzący w skład powiatu kowieńskiego województwa trockiego Rzeczypospolitej znalazł się na terenie ujezdu kowieńskiego, który należał kolejno do guberni wileńskiej, litewskiej (1797–1801), a później wileńskiej (1801–1843) i kowieńskiej (1843–1915) Imperium Rosyjskiego. W drugiej połowie XIX wieku należał do gminy Krasnesioło. 
Od 1920 roku Žemaitkiemis należy do Litwy, która w okresie 1940–1990, jako Litewska Socjalistyczna Republika Radziecka, wchodziła w skład ZSRR.
W 1970 roku wieś liczyła 70 mieszkańców, w 1987 – 38, 2001 – 21, a w 2011 – 15.

## Znane osoby związane z Bobcinem
Urodzili się tu m.in.:
- Józef Prozor
- Romuald Giedroyć
- Kunegunda Białopiotrowiczowa (córka Romualda Giedroycia)
- Łucja Rautenstrauchowa (córka Romualda Giedroycia).

## Muzeum
W miejscowości znajduje się lokalne Muzeum Etnograficzne przedstawiające historię wsi od czasów zaprzeszłych po najnowsze czasy. Znajdują się tu takie eksponaty jak: książka Eustachego Tyszkiewicza z 1869 roku Birże. Rzut oka na przeszłość miasta, zamku i ordynacyi z jego osobistą dedykacją, listy pochwalne dowództwa armii Berlinga do rodzin żołnierzy pochodzących z tych terenów, i inne polonika.

## Pałac Giedroyciów
Dwór w Bobcinie stał tu już w XVI wieku.
Pałac Giedroyciów najprawdopodobniej pochodzi z początków XVIII wieku. Stoi nad brzegiem Niewiaży. Według ryciny Feliksa Brzozowskiego dwukondygnacyjny korpus główny był przykryty wysokim, gładkim, dwuspadowym dachem z mocno wyodrębnionymi ścianami szczytowymi. Miał dwa jednoosiowe boczne skrzydła, wysunięte od strony ogrodu, które były zwieńczone trójkątnymi przyczółkami. Miały również dwuspadowe, ale znacznie niższe dachy. Część środkowa elewacji ogrodowej była zaakcentowana trójosiowym, dwukondygnacyjnym (z mezaninem) ryzalitem zwieńczonym trójkątnym frontonem. Cała środkowa część tej elewacji byłą wyposażona w portfenetr i dwa okna, wzdłuż których ciągnął się balkon. Całość w skromnym baroku.
Po prawej stronie pałacu stała oficyna, całość była otoczona parkiem krajobrazowym.
Po II wojnie światowej w pałacu było biuro kołchozu, dom kultury i biura administracji wsi. Biznesmen Mindaugas Šventoraitis kupił tę nieruchomość po odzyskaniu niepodległości przez Litwę. W latach 2000. budynek był zrujnowany, obecnie wnętrza są odrestaurowane.
Majątek w Bobcinie został opisany w 3. tomie Dziejów rezydencji na dawnych kresach Rzeczypospolitej Romana Aftanazego.